# Alfred Worden
Alfred Merrill Worden (* 7. Februar 1932 in Jackson, Michigan; † 18. März 2020 in Sugar Land, Texas) war ein US-amerikanischer Astronaut. Er war Pilot des Kommandomoduls der Mondlandungsmission Apollo 15, die in den Monaten Juli und August 1971 stattfand.

## Ausbildung
Der Sohn von Merrill und Helen Worden besuchte die Sibble, Friswold, Bloomfield und East Jackson Schulen und schloss diese Schulen auch ab. Er besuchte dann die Militärakademie West Point, New York. Im Jahre 1955 schloss er mit dem Bachelortitel in Militärtechnik und 1963 als Luft- und Raumfahrtingenieur sowie Instrumententechnik an der Universität Michigan erneut ein Studium mit einem Mastertitel ab. 1971 wurde er mit der Ehrendoktorwürde als Raumfahrtingenieur an der Universität Michigan ausgezeichnet.

## Erfahrungen
Nach der Bewerbung bei der Air Force wurde Worden an der Luftfahrtbasis in Moore, Texas, zum Piloten ausgebildet.
Vor seiner Aufnahme in das Johnson Space Center diente Worden als Ausbilder an der Pilotenschule für Raumfahrer, wo er im September 1965 ebenfalls einen Abschluss erlangte. Einen weiteren Studiumsabschluss erlangte Worden im Februar des Jahres 1965 an der Empire Test Pilot School in Farnborough in England.
Neben dem Besuch der Randolph Air Force Base Instrument Pilots Instructor School im Jahre 1963 diente er als Pilot und Offizier vom März 1957 zum Mai 1961 in der 95a Fighter Interceptor Squadron an der Air Force Base in Andrews, Maryland.
Er konnte über 4000 Flugstunden aufweisen, davon rund 2500 in einem Düsenflugzeug.

## Erfahrungen in der NASA
Worden war einer der 19 Astronauten, die von der NASA im April 1966 ausgewählt wurden. Seine erste Einteilung erhielt er am 22. Dezember 1966, als er der Mission D, dem zweiten geplanten Apollo-Flug als Unterstützung zugeordnet wurde. Nach der Katastrophe von Apollo 1 wurden aber alle Planungen auf Eis gelegt.
Am 20. November 1967 wurde diese Einteilung bestätigt, und Worden gehörte wieder zur Support Crew der Mission D, die im März 1969 unter der Bezeichnung Apollo 9 startete. Worden war während dieses Raumflugs einer der Verbindungssprecher (Capcom). Kurz darauf, am 10. April 1969, wurde Worden als Ersatzpilot der Kommandokapsel der Apollo-12-Mission nominiert. Er kam nicht zum Einsatz und diente während des Raumflugs im November 1969 wieder als Capcom.
Wie erwartet wurde Worden am 26. März 1970 für die Hauptbesatzung des nächsten verfügbaren Flugs, Apollo 15, eingeteilt. Zusammen mit Kommandant David Scott und dem Piloten der Mondfähre James Irwin startete er am 26. Juli 1971 zum Mond. Während Scott und Irwin die vierte bemannte Mondlandung unternahmen, blieb Worden an Bord des Apollo-Raumschiffs Endeavour in der Mondumlaufbahn.

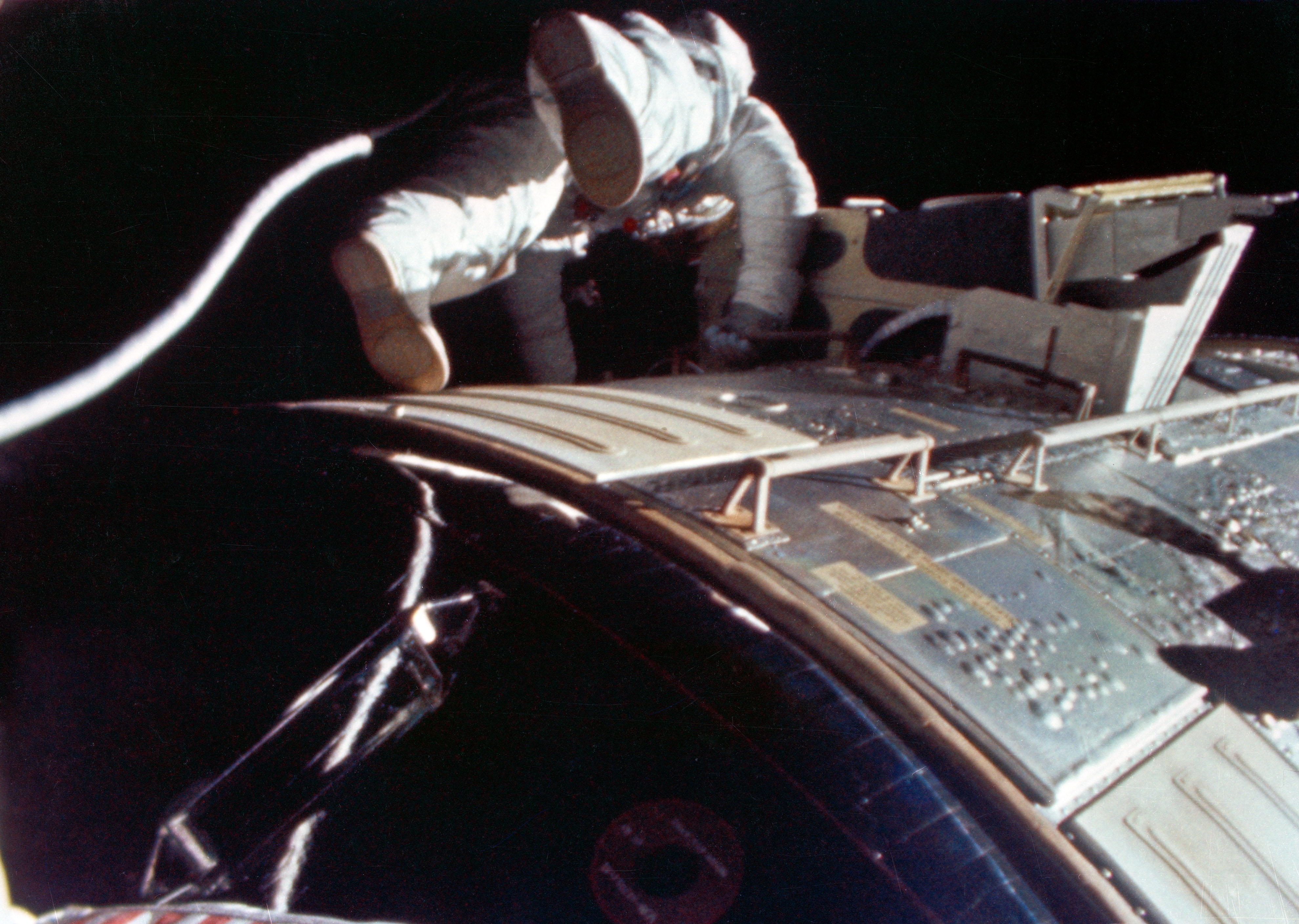
Alfred Worden bei der EVA zur Übernahme der Filmkassetten

Auf dem Weg zurück zur Erde verließ Worden das Raumschiff, um die Filmkassetten der zwei Kameras zu bergen, mit denen er den Mond fotografiert hatte. Dies war der erste Weltraumausstieg außerhalb der Erdumlaufbahn.
Die komplette Mannschaft von Apollo 15, Scott, Irwin und Worden, wurde als Ersatzmannschaft von Apollo 17 eingeteilt. Aufgrund der Briefmarkenaffäre von Apollo 15 wurden sie am 23. Mai 1972 durch Young, Duke und Roosa ersetzt.
Worden blieb bei der NASA und wechselte an das Ames-Forschungszentrum (Ames Research Center) in Kalifornien, wo er 1973 Bereichsleiter wurde.

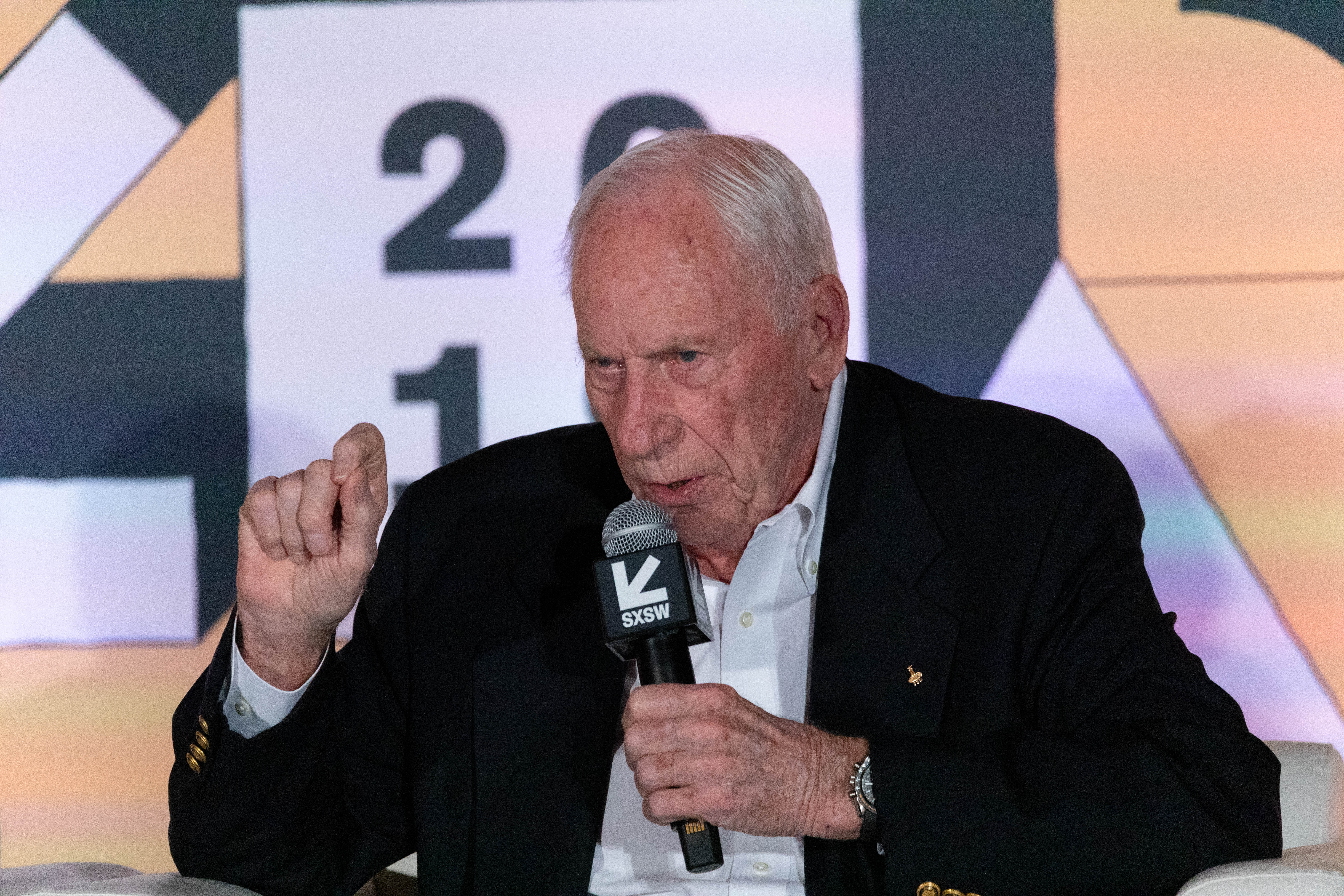
Alfred Worden (2019)

Alfred Worden verließ die NASA im September 1975 und setzte sich 1996 zur Ruhe. Im Jahr 1982 kandidierte Worden im 12. Wahlkreis von Florida für einen Sitz im Repräsentantenhaus der Vereinigten Staaten; doch verlor er die republikanische Vorwahl gegen den dann amtierenden Kongressabgeordneten Tom Lewis.
Alfred Worden war verheiratet und hatte zwei Kinder aus erster und ein Kind aus zweiter Ehe. Er starb am 18. März 2020 im Alter von 88 Jahren in Houston, Texas an einem Schlaganfall.